# Elezioni parlamentari a Fiume del 1921
Il 24 aprile 1921 si tennero le prime ed uniche elezioni parlamentari dello Stato libero di Fiume. Le elezioni furono vinte dal Movimento Autonomista.

## Contesto storico
Il 12 novembre 1920 il Regno d'Italia e il Regno dei Serbi, Croati e Sloveni avevano firmato il trattato di Rapallo, con il quale ambedue le parti riconoscevano la piena libertà e indipendenza dello Stato libero di Fiume, impegnandosi a rispettarla.
Lo Stato libero di Fiume sarebbe esistito de facto un anno e de iure quattro anni. Il nuovo Stato era stato riconosciuto immediatamente da tutti i principali Paesi, inclusi gli Stati Uniti d'America, la Francia e il Regno Unito. D'Annunzio non aveva accettato il trattato ed era stato cacciato dalla città dalle forze militari regolari italiane (24-30 dicembre 1920) nel cosiddetto Natale di sangue.
Nel gennaio 1921 nella città era stato costituito un governo provvisorio che aveva il compito di preparare la Costituzione dello Stato libero.

## Conseguenze del voto
Presidente divenne il capo del Movimento Autonomista, Riccardo Zanella, il cui governo fu ostacolato fin dal primo momento dalla coalizione irredentista-dannunziano-fascista. Il clima di crescente violenza instaurato dall'opposizione (con l'appoggio spesso dichiarato delle truppe italiane) culminò il 3 marzo 1922, quando i fascisti fiumani e triestini assaltarono a mano armata la sede del governo. Zanella fu costretto a cedere i poteri al "Comitato di Difesa" dei golpisti e a firmare la seguente dichiarazione da loro stilata:
(Riccardo Zanella)
Zanella e il suo governo andarono in esilio a Porto Re sotto la protezione del re dei Serbi, Croati e Sloveni Alessandro I. A capo del governo fiumano, il 17 marzo, i golpisti posero l'irredentista Attilio Depoli.
Dopo varie vicissitudini, il governo italiano decise di inviare a Fiume l'esercito. Il generale Gaetano Giardino dal 17 settembre 1923 divenne governatore militare, con il compito di tutelare l'ordine pubblico. Con il Trattato di Roma, siglato il 27 gennaio 1924, venne sancito il passaggio della città all'Italia e il 16 marzo il re Vittorio Emanuele III giunse nella città. In base al trattato la città veniva assegnata all'Italia, mentre il piccolo entroterra con alcune periferie, Porto Baross, incluso nella località di Sussak, e le acque del fiume Eneo, cioè l'intero alveo e il delta, venivano annessi al Regno dei Serbi, Croati e Sloveni; il governo dello Stato libero di Fiume considerò tale atto giuridicamente inaccettabile, continuando a operare in esilio.
Gli accordi raggiunti con il trattato di Roma vennero regolati con delle clausole da una Commissione mista per l'applicazione del trattato; tali clausole vennero ratificate dalla Convenzione di Nettuno il 20 luglio 1925.